# Якутяне
Якутя́не (ленские крестьяне, ленские старожилы) — этнографическая группа русских. Потомки первых русских поселенцев в Сибири, проникших туда в XVIII веке и смешавшихся с якутами.
В настоящее время термин «якутяне» не связывается со старожильческим русским населением, под ним подразумевают либо жителей Якутии (Саха), либо жителей Якутска.

## Происхождение
Началом формирования якутян являются 70-е годы XVIII века, когда малочисленные группы русских крестьян и ямщиков (переселенцы из Илима и Иркутска, которые, в свою очередь, были потомками переселенцев с Европейского Севера и из Северного Приуралья) стали селиться по берегам реки Лены в её верхнем и среднем течении. Смешавшись с местным населением (уже в начале XIX века являясь «более якутами (по отцовской линии), чем русскими (по материнской)»), русские (крестьяне Якутского и Олекминского округов) постепенно утратили свои обычаи и переняли культуру якутов, а в конце XIX века половина из них даже не говорила по-русски. В XX веке значительный приток русского населения намного снизил долю якутского компонента в субэтносе. Как правило русские селились чересполосно с якутами в т. н. ямщицких сёлах.
Ленские крестьяне также приняли участие в формировании других групп русских северо-востока Сибири. С XVIII века известны группы русских вторичного заселения — анадырцы, гижигинцы, камчадалы. В XIX веке среди русских Якутии выделялись усть-оленёкские, усть-янские, верхоянские, русскоустьинские (индигирцы, русскоустьинцы), усть-елонские и колымские жители. Из них усть-янские и усть-оленёкские были ассимилированы якутами и эвенками, а русскоустьинцы и колымчане образовали обособленные группы русских, сохранивших свой язык и культуру.

## Современное положение
В настоящее время якутяне (сельское население в районе Якутска, Олёкминского и Хангаласского улусов Якутии) почти ассимилированы русскими переселенцами в XX веке. Якутский язык знают многие представители якутян, при этом родным языком считают не только русский, в повседневном быту используют иногда смешанный язык и некоторые особенности говоров севернорусского наречия. Значительных отличий, не связанных с антропологическими характеристиками, от русских в целом нет. Самосознание преимущественно русское, часть считает себя потомками казаков Якутского казачьего полка. Русские в Якутии потомков ленских крестьян называют сахаляры (сахалар — мн. число от «саха» — самоназвания якутов), в последнее время сахалярами также называют любых других потомков смешанных браков якутов с русскими, украинцами и представителями иных этносов, переселившихся в Якутию. Слово якутяне сейчас используется как этнохороним и обозначает или всех жителей Якутии, или жителей города Якутска вне зависимости от этнической принадлежности, потеряв своё узкое первоначальное значение. Во всех местных якутских СМИ «житель Якутии» эквивалентен «якутянину».

## Перепись 2002 года
Постановлением Госкомстата России от 02.09.2002 г. № 171 в алфавитный перечень национальностей и языков России, составленный Институтом Этнологии РАН РФ, включены якутяне и ленские старожилы. Якутянами во время переписи себя назвали 46 человек, ленскими старожилами — 3 человека.